# Togliatti
Togliatti (en rus Толья́тти, Toliatti) és una ciutat de Rússia, a l'óblast de Samara. Està banyada pel Volga. La seva població és de 718.030 habitants (2007).
Es va fundar el 1737 com una fortalesa anomenada Stàvropol (Ста́врополь) pel polític Vassili Tatísxev. Informalment es coneixia com a Stàvropol-na-Volgue (Ста́врополь-на-Во́лге) per distingir-la de Stàvropol. Per la construcció de l'embassament del Volga a la dècada del 1950, la part vella quedà sota les aigües. El 1964, la ciutat va canviar de nom a Togliatti en honor de Palmiro Togliatti, secretari general del Partit Comunista Italià.

## Districtes
- Avtozavodski (Автозаво́дский), també anomenat Novi Górod ('ciutat nova'), part moderna on hi ha una fàbrica de cotxes Lada.
- Tsentralni (Центра́льный), o Stari Gorod ('ciutat vella'), seu del govern municipal i centre industrial.
- Komsomolski (Комсомо́льский), el districte més antic.

## Economia
Fabrica automòbils en cooperació amb la Fiat des de 1970 i, des de 2001, amb la General Motors.
També hi té importància la indústria petroquímica, amb empreses com la TogliattiAzot (el productor d'amoníac més gran de Rússia) i la KúibixevAzot, que produeix fertilitzants de nitrogen. Altres indústries són la de materials de la construcció, del calçat i d'equipaments elèctrics i electrònics.